# Grupo de Forcados Amadores do Aposento do Barrete Verde de Alcochete
O Grupo de Forcados Amadores do Aposento do Barrete Verde de Alcochete é um grupo de forcados da vila de Alcochete, no Ribatejo. O Grupo foi fundado a 9 de Agosto de 1965 no seio do Aposento do Barrete Verde.
O actual Cabo, Marcelo Lóia, assumiu o comando do Grupo a 12 de Agosto de 2014, durante as Festas do Barrete Verde e das Salinas.
Este Grupo tem a particularidade de durante a pega todos os 8 elementos colocarem o respectivo barrete verde, por diferença com todos os restantes grupos de forcados em que somente o forcado da cara usa o barrete verde.

## História
O Cabo fundador foi José Luís Carapinha Rei. Os forcados fundadores foram: José Luís Carapinha Rei (Cabo), Manuel Pinto, Aníbal Pereira, Eduardo da Costa Vantacich, Luciano do Carmo Pinto, Gregório Bolota, João Mimo, António Tavares, José Pinto e José Gomes e, mais tarde, Augusto Henrique, Francisco Giro e Luís Cebola.
A estreia oficial do Grupo decorreu numa corrida realizada em Alcochete a 9 de Agosto de 1965, com a participação dos cavaleiros Pedro Louceiro, João Núncio e José Samuel Lupi.
No seu historial o Grupo já pegou também no estrangeiro: Espanha e França.

## Cabos
1. José Luís Carapinha Rei (1965–1967)
2. António Luís Penetra (1967–1981)
3. Luís António da Piedade Cebola (1981–1993)
4. Joaquim José Penetra (1993–1995
5. Luís Miguel Cebola (1995–2005)
6. João Miguel Pinto Salvação (2005–2014)
7. Marcelo Lóia (2014–presente)